# Kunduz (folyó)
A Kunduz (pastuul: د کندز سیند; perzsául: رود قندوز) folyó Afganisztán északi részén, az Amu-darja mellékfolyója. Bámiján tartományban, a Hindukus hegységben ered, folyásának felső részét Bámiján vagy Surkhab folyónak is nevezik. Miután áthalad Kunduz tartományon, a folyó beleömlik az Amu-darjába.

## Leírása
A Kunduz a gleccserrégióban, a Koh-i-Baba vonulatának északi oldalán ered Bámiján tartományban, mintegy 20 km-re délnyugatra Bámiján városától, ahol a folyót Bámiján néven ismerik. 
Egy mély völgyben, amely északon elválasztja a Hindukus nyugati részét a déli Koh-i-Babától, keleti irányban folyik. Körülbelül 50 km megtétele után élesen észak felé kanyarodik, átlépve a Hindukus vonulatát. Ezután kelet-északkelet felé fordul, és belép Baglán tartományba, ahol a folyót Surkhabnak nevezik. Ettől kezdve több mint 80 km-en át párhuzamosan halad a Hindukus északi csücskével, és a jobb partján sok kis mellékfolyó érkezik bele.
Doshi városában magába fogadja az Andarabot, egy keletről érkező nagy mellékfolyót. Ezután északra folyik az Amu-darja felé, áthaladva Baglán és Kunduz tartományokon.
Kunduz városától 30 km megtétele után Yakala-ye Zadnál, röviddel azelőtt, hogy az Amu-darjába ömlik, a folyó találkozik legnagyobb mellékfolyójával, a Khanabáddal.
A Kunduz folyó medencéje lefedi Baglán szinte teljes tartományát, Bámiján tartomány nyugati részét, valamint Takhar és Kunduz tartományok kétharmadát. Vízgyűjtő területének becsült nagysága mintegy 31 300 négyzetkilométer. 
A folyó áramlási sebességét 15 éven keresztül (1950 és 1965 között) figyelték meg Pol-e Homriban, ahol a folyó eléri az Amu-darja síkságát. Pol-e Homriban az éves átlagos vízhozam másodpercenként 67,6 m³ volt, egy 17 250 négyzetkilométeres medencéből.

## Higrometria
A Kunduz átlagos havi áramlása (m³/mp-ben) a Char Dara vízmércénél (Kunduz városa közelében)
1964-től 1978-ig mérve

## Nevezetességek a folyó mentén
- Bámiján-völgy

## Fordítás
Ez a szócikk részben vagy egészben  a   Kunduz River című angol Wikipédia-szócikk fordításán alapul.  Az eredeti cikk szerkesztőit annak laptörténete sorolja fel. Ez a jelzés csupán a megfogalmazás eredetét és a szerzői jogokat jelzi, nem szolgál a cikkben szereplő információk forrásmegjelöléseként.